# Любочки
Лю́бочки (Leontodon) — рід трав'янистих рослин родини айстрові (Asteraceae).
Латинська назва роду походить від дав.-гр. λέων («лев») і ὀδούς («зуб»).

## Систематика
У склад Leontodon донедавна включався підрід Oporinia, представники якого зараз виділені в самостійний рід Scorzoneroides (у тому числі поширений в Україні вид любочки осінні, від якого рід Leontodon отримав свою українську назву).

## Опис
Представники роду поширені здебільшого в помірних широтах північної півкулі. Ростуть на луках і в антропогенних ландшафтах, бур'яни.
Листя зібране в розетку, цільне чи перистонадрізане.
Суцвіття — кошик з жовтими чи жовтогарячими пелюстками. Обгортки кошиків черепичасті, з 1-3 рядів листків.
Плід — сім'янка з чубчиком з перистих волосків.

## Використовування
Насіння представників роду є важливим джерелом корму для деяких птахів.
Рослини роду Leontodon (а також спорідненого роду Scorzoneroides) багаті на гіпокретеноліди, унікальні сесквітерпенові лактони гваянового типу. Окрім того, виявлені в них похідні фенольних сполук включають флавоноїди лютеолінового типу, а також деривативи кавової і хінної кислот, такі як хлорогенова кислота й цинарин. Вони містять також таку похідну кавової і винної кислоти, як цихоринова кислота.

### У харчуванні
На Криті рослину Leontodon tuberosus (місцеві назви грец. γλυκοβύζια, «гліковізія», γλυκοράδικα, «глікорадіка», βυζάκια, «візакія») використовують у місцевій кухні: коріння їдять сирим, а листя парять.
Салати готують з молодих розеткових листків, що не встигли огрубіти. Придатні для всіляких овочевих сумішей.

## Види
Згідно з інформацією бази даних The Plant List (2013), рід включає 79 видів
.
- Leontodon alpestris
- Leontodon alpinus
- Leontodon ambiguus
- Leontodon anomalus
- Leontodon apulus
- Leontodon asperifolius
- Leontodon asperrimus (Willd.) Endl., 1842 — любочки сильношерехаті
- Leontodon atlanticus
- Leontodon balansae
- Leontodon berinii
- Leontodon biscutellifolius Heldr. ex Boiss., 1849 — любочки шерехаті
- Leontodon borbasii
- Leontodon boryi
- Leontodon bourgaeanus
- Leontodon brancsikii
- Leontodon calvatus
- Leontodon caucasicus (M.Bieb.) Fisch., 1812 — любочки кавказькі
- Leontodon collinus
- Leontodon crispus — любочки кучеряві
- Leontodon croceus — любочки шафранові
- Leontodon dandaleus
- Leontodon dentatus
- Leontodon djurdjurae
- Leontodon dubius
- Leontodon ehrenbergii
- Leontodon eriopodus
- Leontodon farinosus
- Leontodon filii
- Leontodon froedinii
- Leontodon gaussenii
- Leontodon glaber
- Leontodon glaberrimus
- Leontodon graecus
- Leontodon hellenicus
- Leontodon hirtus
- Leontodon hispidaster
- Leontodon hispidus L., 1753 — любочки шорсткі
- Leontodon hugueninii
- Leontodon hyoseroides
- Leontodon incanus
- Leontodon intermedius
- Leontodon jouffroyi
- Leontodon kaiseri
- Leontodon kerneri
- Leontodon kotschyi
- Leontodon kulczynskii
- Leontodon kunthianus
- Leontodon laciniatus
- Leontodon laconicus
- Leontodon lannesii
- Leontodon libanoticus
- Leontodon lucidus
- Leontodon macrorrhizus
- Leontodon maroccanus
- Leontodon megalorrhizus
- Leontodon molineri
- Leontodon montanus — любочки гірські
- Leontodon nivatensis
- Leontodon oxylepis
- Leontodon pinetorum
- Leontodon pinnatifidus
- Leontodon pitardii
- Leontodon pratensis
- Leontodon preslii
- Leontodon reboudianum
- Leontodon repens — любочки повзучі
- Leontodon rigens
- Leontodon rosani
- Leontodon ruthii
- Leontodon saxatilis Lam., 1779 — любочки скельні
- Leontodon siculus
- Leontodon sooi
- Leontodon stenocalathius
- Leontodon subincanus
- Leontodon sublyratus
- Leontodon taraxacoides — любочки кульбабові
- Leontodon tenuiflorus
- Leontodon tingitanus
- Leontodon tomentosus
- Leontodon tuberosus L., 1753
- Leontodon tulmentinus
- Leontodon uliginosus
- Leontodon vegetus